# William Thomas Pritchard
William Thomas Pritchard (13 de octubre de 1829 - 1 de noviembre de 1907) fue cónsul británico y aventurero.
Pritchard nació en Papeete, Tahití, el hijo de George Pritchard. Fue educado en Gran Bretaña antes de volver a reunirse con su padre, el cónsul británico en Samoa. En Samoa adquirió un conocimiento excepcional de la lengua polinesia y tradiciones. En 1858 fue nombrado primer cónsul británico en Fiyi, y en el mismo año viajó a Inglaterra con una oferta de Seru Epenisa Cakobau a ceder Fiyi a la Corona británica. Fue despedido de su puesto en 1863.
Lo conmemoran en el nombre de Megapodius pritchardii,  y el género de plantas Pritchardia.